# Mogens Krogh
Mogens Krogh (Hjørring, 31 de Outubro de 1963) é um ex-futebolista dinamarquês. Foi campeão europeu pela Dinamarca em 1992.

## Carreira
Krogh fez parte do elenco da Seleção Dinamarquesa de Futebol da Eurocopa de 1992.

## Títulos
Brøndby
- Copa da Dinamarca: 1994, 1998
- Campeonato Dinamarquês: 1996, 1997, 1998

Dinamarca
- Eurocopa: 1992
- Copa Rei Fahd de 1995